# Zorkul
Zorkul (tádžicky Зоркӯл nebo Виктория) je sladkovodní jezero na Pamíru na hranici Horního Badachšánu v Tádžikistánu a provincie Badachšán v Afghánistánu. Má rozlohu 38,9 km². Je 20 km dlouhé a přibližně 3,5 km široké. Leží v nadmořské výšce 4126 m.

## Vodní režim
Z jezera odtéká pohraniční řeka Pamír, jeden z přítoků řeky Pjandž (povodí Amudarji).

## Fauna a flóra
Voda je bohatá na ryby. Vyskytuje se zde mnoho vodních ptáků.